# Ала-Толваярви
А́ла-То́лвая́рви (фин. Ala-Tolvajärvi) — озеро на территории Лоймольского сельского поселения Суоярвского района Республики Карелия.

## Общие сведения
Площадь озера — 10,4 км², площадь водосборного бассейна — 204 км². Располагается на высоте 174,0 метров над уровнем моря.
Форма озера лопастная, продолговатая: вытянуто с севера на юго. Берега изрезанные, каменисто-песчаные, местами заболоченные.
Озеро является конечным звеном в цепочке соединённых короткими протоками озёр: Хирвасъярви → Толвоярви → Юриккаярви → Сариярви → Юля-Толваярви → Сарсаярви → Ала-Толваярви.
Кроме перечисленной цепочки озёр в Ала-Толваярви также впадают безымянные ручьи, текущие из озёр Суури-Куохаярви, Хаукилампи.
Из озера вытекает река Толвайоки, которая впадает в озеро Виксинселькя, из которого, далее, через реку Койтайоки воды, протекая по территории Финляндии, в итоге попадают в Балтийское море.
В озере не менее двух десятков безымянных (кроме крупнейшего — Пеконсари) островов различной площади, однако их количество может варьироваться в зависимости от уровня воды.
С юга от озера проходит дорога местного значения, идущая из посёлка Вегарус к госгранице.
Код объекта в государственном водном реестре — 01050000111102000011646.